# Naslovna biskupija
Naslovna biskupija ili nadbiskupija je u Katoličkoj Crkvi i nekim drugim kršćanskim crkvama ugašena povijesna biskupija ili nadbiskupija čiji se naslov dodjeljuje uz titulu naslovni biskup, odnosno naslovni nadbiskup, biskupima i nadbiskupima koji nemaju teritorijalne biskupije po svijetu, nego vrše posebne službe u Crkvi, kao naprimjer u rimskoj kuriji ili kao apostolski nunciji ili kao pomoćni biskupi.